# Jack Harlow
Jackman Thomas "Jack" Harlow, född 13 mars 1998 i Louisville i Kentucky, är en amerikansk rappare. Hans karriär tog fart år 2015, genom att han släppte flera olika EPs och mixtapes, för att sedan få ett skivkontrakt hos Generation Now (tillhörande Atlantic Records) år 2018. År 2023 gjorde han dessutom sin första, officiella filmdebut, då han spelade rollen som Jeremy i remaken av 1992 års långfilm White Men Can't Jump. Hans karaktär är en av de två huvudrollerna i filmen.
Harlow började med att rappa och skriva texter redan vid tolv års ålder. Han började även under sin high school-tid med att lägga upp olika låtar på nätet, samt att uppträda lokalt inför folk hemma i Louisville.
Harlows debutalbum, Thats What They All Say, släpptes i december 2020.

## Diskografi

### Studioalbum
- 2020 – Thats What They All Say
- 2022 – Come Home the Kids Miss You
- 2023 – Jackman

### Mixtapes
- 2011 – Extra Credit
- 2014 – Finally Handsome
- 2016 – 18
- 2017 – Gazebo
- 2019 – Loose
- 2019 – Confetti

### EP
- 2015 – The Handsome Harlow
- 2020 – Sweet Action

## Filmografi
- 2023 – White Men Can't Jump